# Schwarzenbach (Gölsen)
Der Schwarzenbach ist ein rechter Zufluss zur Gölsen westlich von St. Veit an der Gölsen in Niederösterreich.

## Quelle und Verlauf
Der Schwarzenbach entspringt in einem Talschluss östlich der Katzenhofer Höhe (673 m ü. A.) und fließt von dort nach Südwesten ab, wo er neben zahlreichen kleineren Bächen die von rechts kommenden Bäche Bach von Felberer, Bach von Grünberger sowie Zehethofer Graben aufnimmt, dann den Ort Schwarzenbach an der Gölsen passiert und vor seiner Mündung in die Gölsen nach Süden schwenkt. Diese erfolgt in Wiesenfeld bei der Haltestelle an der Leobersdorfer Bahn.
Das Einzugsgebiet des Schwarzenbaches umfasst 10,0 km² in teilweise bewaldeter Landschaft.